# Telluroamide
| Telluroamide                                                                                      |
| ------------------------------------------------------------------------------------------------- |
| primäres Telluroamid                                                                              |
| sekundäres Telluroamid                                                                            |
| tertiäres Telluroamid                                                                             |
| R1, R2 und R3 sind organische Reste (Alkyl, Aryl o. ä.). Die Telluroamidgruppe ist blau markiert. |

Telluroamide sind organisch-chemische Verbindungen. Sie stellen Tellur-Analoga von Carbonsäureamiden dar und gehören zu den Tellurocarbonylverbindungen.
Das Grundgerüst ihrer funktionellen Gruppe besteht aus einem Telluratom, welches durch eine Doppelbindung an ein Kohlenstoffatom gebunden ist. Das Kohlenstoffatom ist durch eine Einfachbindung mit einem Stickstoffatom verbunden. Die Anzahl der gebundenen Wasserstoffatome hängt von der Anzahl der Substituenten ab. Es können primäre, sekundäre und tertiäre Telluroamide unterschieden werden. Auch wenn ihre Zugehörigkeit zu den Chalkogenverbindungen ähnliche Eigenschaften wie analoge Schwefel- oder Selenverbindungen impliziert, verweisen jüngste Berichte auf andere Beobachtungen. Organische Tellurverbindungen wie Telluroamide fallen durch die hypervalenten Eigenschaften des Telluratoms, der Möglichkeit 2-Elektronen-3-Zentren-Bindungen auszubilden und ihrem Verhalten als Lewis-Säuren auf. Dennoch sind sie instabiler als analoge Selenverbindungen. Allerdings sind Telluroamide noch wenig erforscht.

## Eigenschaften
Im Vergleich zu Telluroaldehyden und Telluroketonen sind Telluroamide thermodynamisch stabiler. Erst im Jahre 1997 wurden kristalline Strukturen von Telluroamiden entdeckt. Diese Eigenschaft deutet auf eine mesomere Grenzstruktur hin, welche stabiler und darum bedeutsamer zu sein scheint.
Telluroamide sind Licht, Sauerstoff und Feuchtigkeit gegenüber empfindlich, was ihre Erforschung bisher erschwert hat. Außerdem wurden Komplexverbindungen zwischen Telluroamiden und Metallen der sechsten Gruppe des Periodensystems erforscht, wobei keine Stabilisierung von Telluroamiden durch solche Metalle festgestellt werden konnte.

## Synthese
Zur Synthese von Telluroamiden werden vor allem zwei Stoffklassen, N,N-Dialkylamide und Selenoamide, verwendet. Die Synthese aus N,N-Dialkylamiden erfolgt durch die Umsetzung derselben mit Bis(dimethylaluminium)tellurid in Toluol.
Um Telluroamide aus Selenoamiden zu synthetisieren, muss das Selenatom zunächst mit Methyltrifluormethylsulfonat methyliert werden. Das daraus resultierende Seleniumsalz ist Sauerstoff gegenüber stabil. Durch die anschließende Umsetzung mit Lithiumaluminiumhydrid und elementarem Tellur wird ein Telluroamid gewonnen.
Auf diese Weise konnte das erste aliphatische Telluroamid isoliert werden.

## Reaktionen
Es sind wenige Reaktionen der Telluroamide bekannt. Zur Stabilisierung können die Verbindungen mit Methyltrifluormethylsulfonat und Dichlormethan in Salze überführt werden.